# Interpretación musical

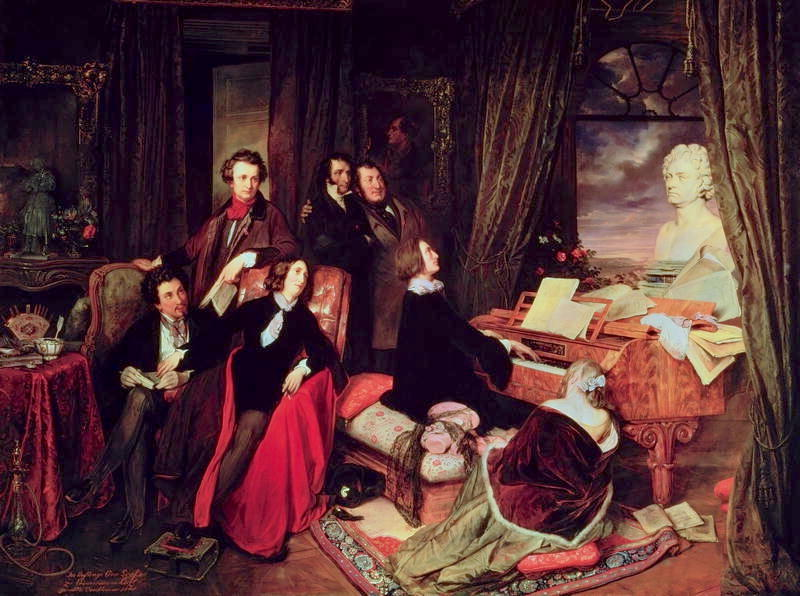
Franz Liszt en una interpretación privada, en la visión idealizada de Josef Danhauser (1840).

La interpretación musical es el paso en el proceso musical durante en que las ideas musicales se realizan y transmiten al oyente. Es la acción de hacer música, de producirla con la voz, con instrumentos u otros objetos capaces de producir sonidos musicales. En la cultura musical occidental, un músico especializado decodifica el texto musical de una partitura y lo hace audible con uno o varios instrumentos musicales.
El músico, ya sea instrumentista, cantante o director, que conduce una interpretación o participa, en el supuesto de que esta sea colectiva, se denomina intérprete. Desde siempre, también han existido intérpretes que han ejecutado obras, con y sin partitura, creadas por un compositor.
Hay aspectos de una obra que el compositor no puede señalar con toda precisión. Los intérpretes determinan, hasta cierto punto, algunos aspectos de la música que interpretan, sujetos a su discrecionalidad, en función de los tempos, fraseo, dinámica y, dependiendo de la música, altura e instrumentación. Hay personas que entienden diferentemente el acto de la interpretación musical del de la ejecución musical. En este caso, la diferencia radica en el hecho que la primera atiende a todos los elementos de la música, mientras que la segunda se limita a traducir en sonidos estrictamente lo que consta en la partitura. Otros abusan de su propia imaginación haciendo aportes que van mucho más allá de la partitura original, cosa de lo que se quejaban autores como Couperin, Beethoven y Stravinski.
El acto en el cual la interpretación se hace pública se denomina concierto, recital, jam session y todavía con otras nomenclaturas en función, sobre todo, del tipo de música que se interpreta.

## Parámetros básicos de la interpretación
Los parámetros básicos que determinan la interpretación son:
- Los instrumentos utilizados.
- La técnica o abanico de técnicas empleadas para hacerlos sonar.
- La afinación de estos instrumentos, es decir, la altura absoluta y la escala musical empleada.
- El tempo.
- La articulación.

Algunos de estos elementos vienen determinados, a su vez, tanto por planteamientos apriorísticos sobre el resultado que se quiere lograr, como por condicionantes específicos de cada interpretación. Entre estos están la acústica del espacio donde tiene lugar, o la pericia de los intérpretes, entre otros.
En general, cada estilo requiere unas maneras de interpretarlo, es decir, una determinada manera de jugar con estos parámetros. En algunos casos, por ejemplo en el caso de transcripciones a instrumentos que no existían cuando se compuso la obra, como una composición de Antonio Vivaldi para guitarra eléctrica, se crea una distancia entre el estilo compositivo y el estilo interpretativo.
En las interpretaciones en público o conciertos, intervienen otros muchos parámetros propios de la puesta en escena de un espectáculo.

## Tendencias interpretativas
La interpretación de una obra musical es, en muchos sentidos, similar a la interpretación teatral. Aunque los actores se ciñan al papel  escrito en la obra, pueden subir o bajar la voz, emplear un tono u otro, etc. Es lo mismo que los instrumentistas musicales que, dentro de un orden, pueden variar la ejecución en cada momento, aunque sigan las indicaciones de la partitura.
El acto de la interpretación no siempre y en todas partes se ha pretendido interpretar la voluntad del autor. Desde este punto de vista se puede entender que los criterios básicos para las interpretaciones musicales son dos: o bien el estudio de la partitura y de todo aquello que lo rodea para lograr una interpretación lo más cercana posible a la voluntad del autor, o bien la utilización de la partitura para llegar a una nueva creación personal del intérprete, a una recreación, o en todo caso, una interpretación que no tiene como principal objetivo la restitución de una sonoridad original. Un ejemplo claro de la segunda tendencia es el tipo de interpretación de la música barroca que se hizo durante el Romanticismo y buena parte del siglo XX, hasta la irrupción de la música antigua, que se interpretaba con unos instrumentos que no eran aquellos para los cuales se había sido pensada aquella música. Se tendía a interpretarla con conjuntos de unas dimensiones y una sonoridad mucho más grande que la original, y se variaban muchos de los parámetros básicos que configuran la interpretación. En contrapartida, un ejemplo de la primera es el movimiento que, a partir de la década de 1970 encabezó Nikolaus Harnoncourt y que se conoce como música antigua.
No solo la interpretación de la música que se expresa con una notación que es muy detallada con todo tipo de indicaciones sobre cómo tiene que ser interpretada permite una interpretación fiel con las intenciones originales. En el caso de música anotada de forma menos rigurosa y/o de música que en sí misma requiere un cierto grado de indeterminación o de improvisación, este rigor se logra a base del estudio de fuentes documentales paralelas, y a menudo contemporáneas, de la obra a interpretar.